# Сафед
Сафед (на иврит: צפָת; на арабски: صفد) е град в Израел. Населението му е 35 276 души (по приблизителна оценка от декември 2017 г.). Градът си е спечелил славата на център на кабалистиката и свещен за еврейската религия град.

## История
През 1102 г. кръстоносците построяват тук крепост, която през 1188 г. е завладяна от Саладин. През 1240 г. френските тамплиери възстановяват крепостта, която 26 г. по-късно е окончателно овладяна от мюсюлманите. През 16 век Сафед се превръща в един вид еврейски град под властта на османците. В средата на века тук живеят приблизително 10 хил. евреи, мнозина от които са бежанци от Испания. Много известни еврейски учени се заселват в града, което го превръщат в център на науката и кабалата. През 1563 г. тук е открита и първата еврейска печатница в Палестина.
През 17 век градът става център на шабатизма-месианско еврейско движение. От 18 век броят на юдейското движение рязко спада в Сафед.
При основаването на Израел в града живеят 12 хил. араби и хиляда и седемстотин евреи. През май 1948 г. арабите напускат града и оттогава Сафед е изключително еврейски град.
Днес важно значение за града играе туризмът. По време на последната израело-ливанска война от 2006 г. Сафед е поразен от няколко ракети изстреляни от Хизбула от Ливан.

## Известни личности
Родени в Сафед
- Махмуд Абас (р. 1935) – политик, президент на Палестинската автономия
- Салма Джаиуси (р. 1926) – писателка

Починали в Сафед
- Соломон Алкабец (1505-1584) – равин
- Йосиф Каро (1488-1575) – равин
- Исак Лурия (1534-1572) – равин